# Halma (België)
Halma (Waals: Almå) is een dorp in de Belgische provincie Luxemburg en een deelgemeente van Wellin. In Halma ligt ook het gehuchtje Neupont. Ten oosten van Halma stroomt de Lesse.

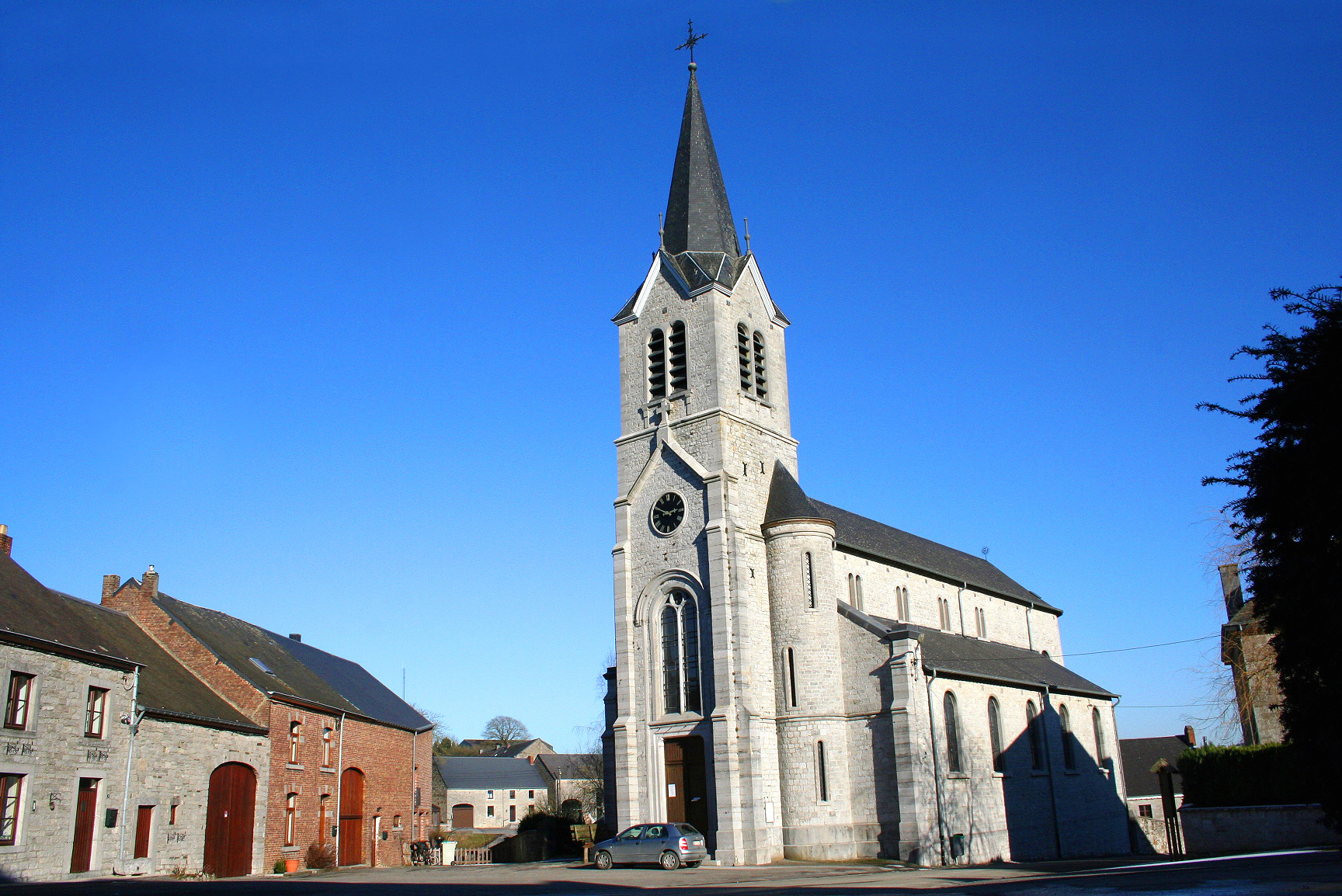
Église Saint-Remacle

## Geschiedenis
Op de Ferrariskaart uit de jaren 1770 staat de plaats weergegeven als het gehucht Halma, tussen Chanly en Wellin. Op het eind van het ancien régime werd Halma een gemeente, maar deze werd in 1823 opgeheven en bij Chanly gevoegd. In 1899 werd Halma weer een zelfstandige gemeente, tot die bij de gemeentelijke fusies van 1977 een deelgemeente werd van Wellin.

## Demografische ontwikkeling
- Bronnen:NIS, Opm:1831 tot en met 1970=volkstellingen, 1976= inwoneraantal op 31 december

Deelgemeenten: Chanly · Halma · Lomprez · Sohier · Wellin

Overige dorpen en gehuchten: Barzin · Froidlieu · Fays-Famenne · Neupont

Belgische gemeenten · Arrondissement Neufchâteau · Luxemburg · Wallonië